# فابيان ليفي
فابيان ليفي (بالفرنسية: Fabien Lévy)‏ هو ملحن فرنسي، ولد في 11 ديسمبر 1968 في باريس في فرنسا.

## وصلات خارجية
- فابيان ليفي على موقع ميوزك برينز (الإنجليزية)
- فابيان ليفي على موقع ديسكوغز (الإنجليزية)